# Vinmonopolet

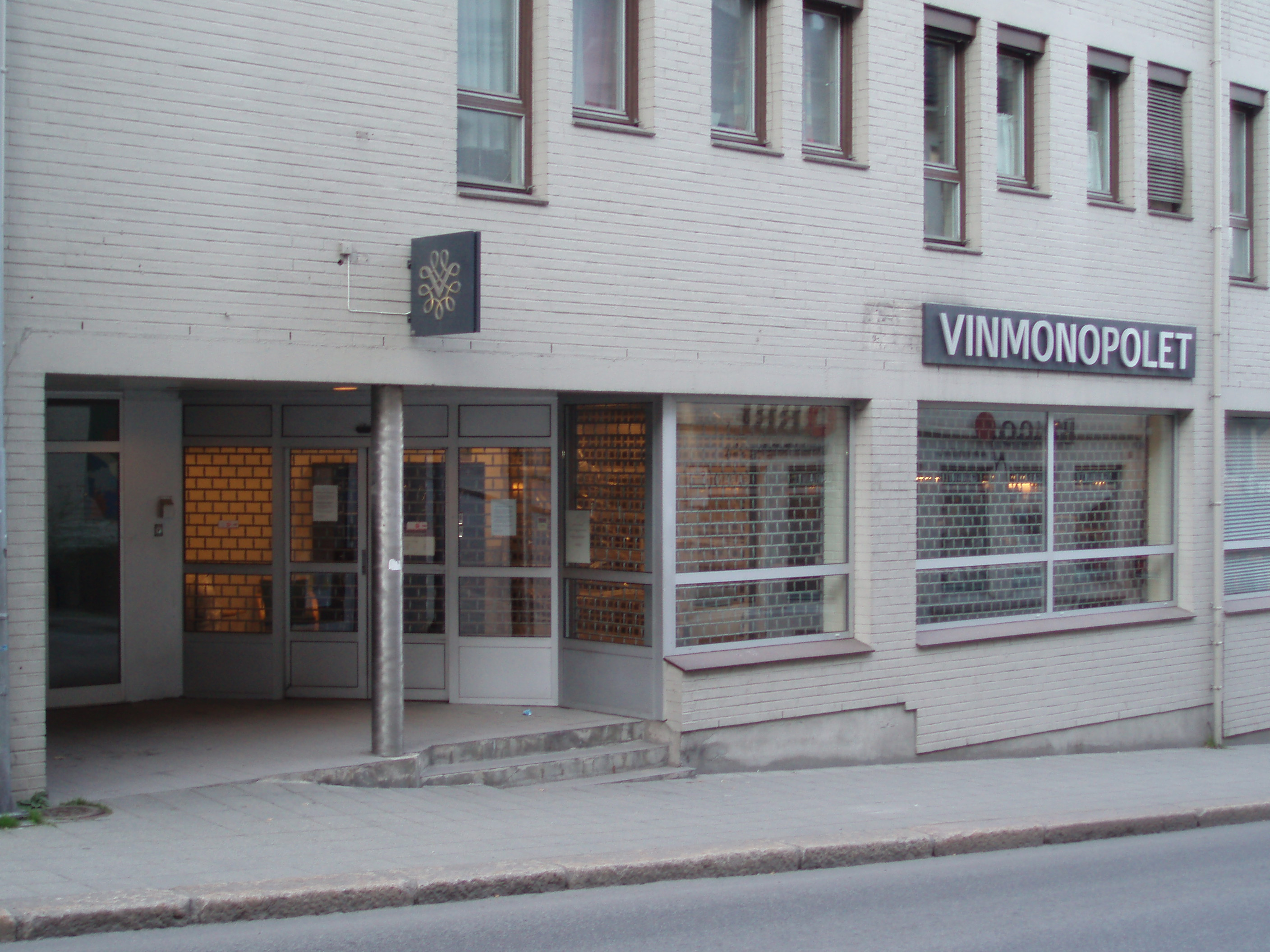
Vinmonopolet in Arendal

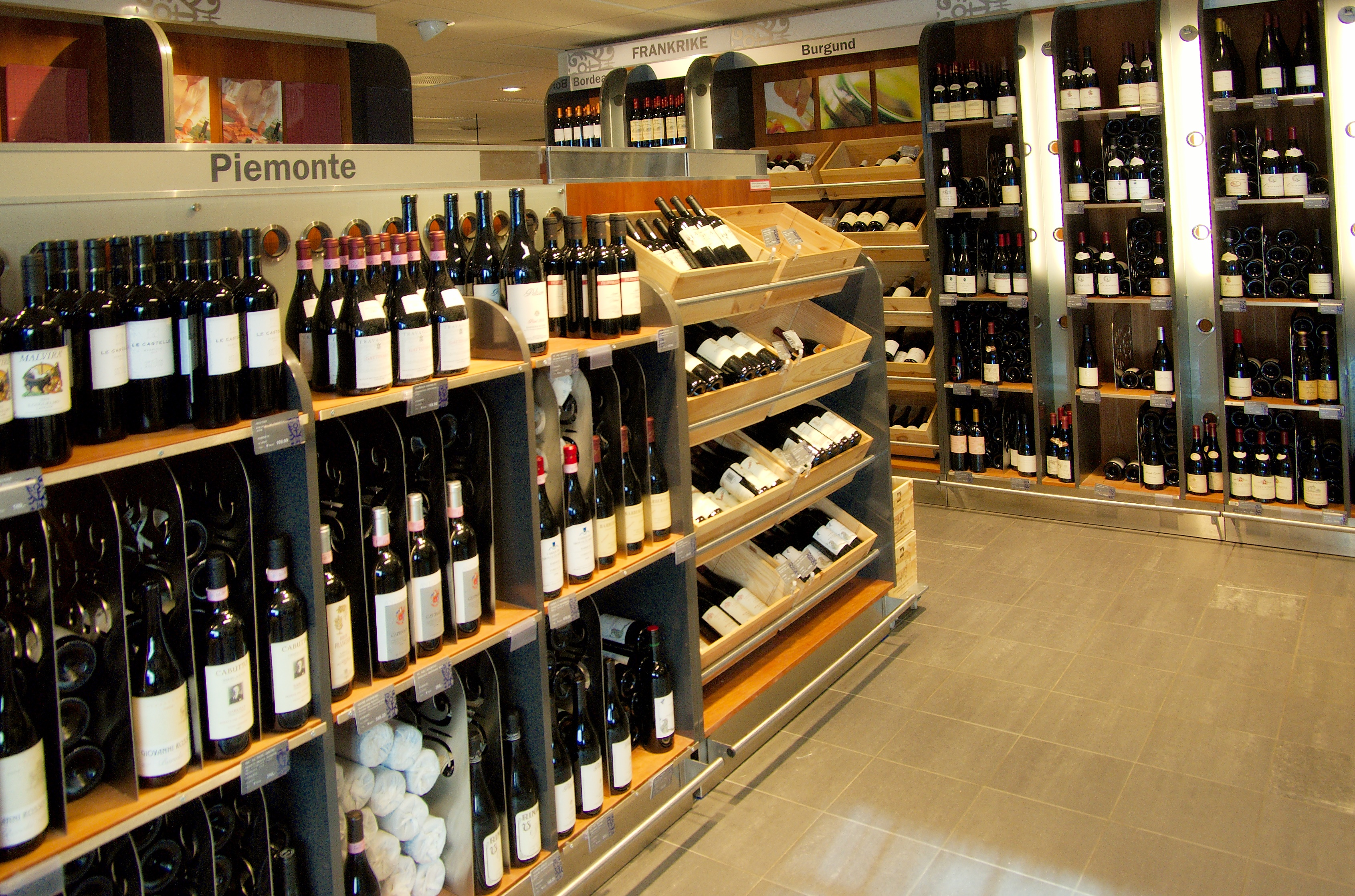
Innenansicht einer Vinmonopolet-Filiale in Briskeby, Oslo

Vinmonopolet  (norwegisch: das Weinmonopol) ist ein staatliches Unternehmen in Norwegen, das unter der Aufsicht des norwegischen Gesundheits- und Pflegeministeriums steht. Es hat das nationale Monopol für den Verkauf von Getränken mit einem Alkoholgehalt von mehr als 4,75 Volumenprozent. Alkoholische Getränke mit weniger als 4,75 Prozent können in normalen Lebensmittelgeschäften erworben werden. 
Das Vinmonopolet wurde als private Aktiengesellschaft unter staatlicher Kontrolle am 30. November 1922 gegründet. Stück für Stück kaufte der Staat private Anteile auf, seit 1939 ist das Vinmonopolet zu 100 Prozent staatlich.
Das Vinmonopolet entspricht dem schwedischen Systembolaget, dem finnischen Alko, dem isländischen Vínbúðin und dem färöischen Rúsdrekkasøla Landsins.